# Stella Alpina (Partei)
Die Stella Alpina (SA) (deutsch: Edelweiß) ist eine italienische Regionalpartei. Die christdemokratische Partei der Mitte ist ausschließlich im Aostatal aktiv und Teil der politischen Autonomiebewegung der Region.

## Geschichte
Die Partei entstand 2002 in Opposition zur Regionalregierung aus Union Valdôtaine und Democratici di Sinistra - Gauche Valdôtaine. Die Partei beinhaltete Autonomistes (die Pour la Vallée d’Aoste und Mitglieder der Partito Popolare Italiano vereint hatten) und Fédération Autonomiste. Bei den Regionalwahlen 2003 erhielt das Bündnis 19,8 % der Wählerstimmen und errang sieben Regionalräte. Die Fédération verließ kurz nach der Wahl mit drei Regionalräten das Bündnis. Von 2002 bis 2006 war die Stella Alpina in der Abgeordnetenkammer durch Ivo Collé vertreten.
Bei den Wahlen 2006 ging die Partei mit der Union Valdôtaine und der Fédération Autonomiste das Bündnis Vallée d’Aoste - Autonomie Progrès Fédéralisme ein, welches jedoch dem Mitte-links-Parteienbündnis Autonomie Liberté Démocratie unterlag und damit keine Abgeordneten beziehungsweise Senatoren ins italienische Parlament entsenden konnte. 2008 traten die drei Autonomieparteien sowohl bei den Parlaments-, als auch bei den Regionalwahlen wieder vereint an und stellen seitdem einen Senator.